# Rue Chapon
Rue Chapon je ulice v Paříži v historické čtvrti Marais. Nachází se ve 3. obvodu.

## Poloha
Ulice vede od křižovatky s Rue du Temple a končí na křižovatce s Rue Saint-Martin, kde na ni navazuje Passage de l'Ancre.

## Historie
Název ulice vychází ze jména jednoho z jejích dávných obyvatel, kterým byl ve 13. století jistý Robert Begon řečený Capon. Ulice je součástí cest, které vznikly na předměstí Bourg Saint-Martin-des-Champs na počátku 13. století. Úsek mezi Rue Beaubourg a Rue Saint-Martin se nazýval Rue du Cimetière Saint-Nicolas podle hřbitova, který se rozkládal podél jižní strany ulice. Část ulice mezi Rue du Temple a Rue Beaubourg byla od roku 1293 nazývána Robert-Bégon, Béguon nebo Capon.
Karmelitáni založili v roce 1617 svůj druhý klášter v této ulici. Klášter, který se rozkládal na pozemcích mezi Rue Chapon, Rue de Montmorency a Rue Transnonain, byl v roce 1790 zrušen.
Dne 18. února 1851 byla na základě ministerské vyhlášky připojena Rue du Cimetière Saint-Nicolas-des-Champs k Rue Chapon.

## Zajímavé objekty
- dům č. 10: vstup do Passage des Gravilliers